# Atakapa
Atakapa, także Attakapa lub Attacapa, zwący się sami Iszkasami, czyli „ludźmi” – wymarłe plemię Indian Ameryki Północnej należące do suańskiej rodziny językowej. Zamieszkiwali obszary dzisiejszej Luizjany w okolicach miejscowości Middle i Prien Lake. Ich nazwa w języku Czotkawów oznacza „jedzący ludzkie mięso”; prawdopodobnie praktykowali kanibalizm, podobnie jak niektóre inne plemiona Zachodu celebrujące pokonanie walecznego przeciwnika zjadaniem jego ciała.
Byli lojalnymi sprzymierzeńcami Francuzów, a gdy tych ostatnich zastąpili Brytyjczycy, odeszli na północ, gdzie zapewne wtopili się w inne, większe plemiona.